# 逃れの町
逃れの町（のがれのまち）は、旧約聖書で、イスラエル人の領土に設置するよう神から定められた、過失で殺人を犯してしまった人が復讐から逃れて安全に住むことを保証された町のこと。
エジプトから脱出し、40年の荒野の旅を経てカナンの地（現在のパレスチナ地方）に入るイスラエル12部族は、得るはずの領土において「あなたたちが定める町のうちに、六つの逃れの町がなければならない。すなわち、ヨルダン川の東側に三つの町、カナン人の土地に三つの町を定めて、逃れの町としなければならない。これらの六つの町は、イスラエルの人々とそのもとにいる寄留者と滞在者のための逃れの町であって、誤って人を殺した者はだれでもそこに逃れることができる」(民数記35：13-15）と命じられた。これにより、ヨルダン川の東からは、ルベン族領のベツェル、ガド族領ギレアドのラモト、マナセ族領バシャンのゴランが、川の西からは、ナフタリ族領ガリラヤのケデシュ、エフライム族領のシケム、ユダ族領のヘブロンが選ばれたが、これらの町はイスラエル国内のどの場所からも1日路で行き着く位置（約48㎞以内）にあった。町の管理は、祭司部族であるレビ族に任された。
逃れの町に滞在することが認められるのは、敵意や怨恨でなく、故意でもないことが条件であり、後日改めてイスラエルの共同体による裁判を受け、過失であったことが認められねばならない。逃れの町に避難した人は、その時の大祭司が死ぬまでの間、そこに留まらねばならず、それまでは元の住所に帰ることはできない。また、逃れの町以外の場所においては、被害者の遺族が直接加害者を殺す血の復讐の権利が認められている。
逃れの町に関する記述は、民数記35：6-34、申命記4：41-43および19：1-13、ヨシュア記20章に詳しい。申命記19章では逃れの町に入って生き延びられる条件として、たとえば隣人と柴刈りに行き、木を切ろうとして振り上げた斧の頭が外れて死なせたような場合が示されている。
当時のオリエントでは、ハンムラビ法典の影響で「目には目を、歯には歯を」の同等の刑罰を科すのが一般的で、旧約聖書も同等の報復の権利は認めているが、「逃れの町」の規定は過失で人を死に至らしめた人の生存権をアジール権によって保護するよう明文化している。